# Latinoamérica es un pueblo al sur de Estados Unidos
«Latinoamérica es un pueblo al sur de Estados Unidos» es la tercera pista del álbum La voz de los '80 del grupo chileno Los Prisioneros.
La canción se encuentra en dos versiones: la original, grabada para el disco La voz de los '80, y una segunda versión para una recopilación extranjera del grupo (y que tiempo después apareció en Ni por la razón, ni por la fuerza).
Está dentro de la clasificación temática de Los Prisioneros ligada a la identidad latinoamericana, en conjunto con «Maldito sudaca», «We are sudamerican rockers» e «Independencia cultural».
Se editó un vinilo de 12 pulgadas para promocionar esta canción en algunos países de Sudamérica.

## Canción
La canción habla sobre lo poco importante que es América Latina para los países desarrollados del llamado «Primer Mundo», dando a entender que se ubica, de manera tanto geográfica como metafórica, «debajo» de los Estados Unidos.
La letra del tema, si bien es una crítica directa al imperialismo, apunta más bien a los latinoamericanos que lo defienden:

(...) y el inocente pueblo de Latinoamérica llorará si muere Ronald Reagan o la reina. Y le sigue paso a paso la vida a Carolina, como si esa gente sufriera del subdesarrollo...
Los Prisioneros, «Latinoamérica es un pueblo al sur de Estados Unidos»

En lo que respecta a aspectos políticos, plantea claramente la relación entre las dos superpotencias de la Guerra Fría con respecto a Latinoamérica:

(...)Las potencias son los protectores que prueban sus armas en nuestras guerrillas. Ya sean rojos o rayados, a la hora del final no hay diferencia (...) Somos un pueblito tan simpático, que todos nos ayudan si se trata de un conflicto armar...
 idem

Lo que, además, deja claro que el grupo no toma partido por ninguna de estas potencias mundiales.
Durante su interpretación de esta canción en el Festival de Viña del Mar 2003, como en gran parte del concierto, Jorge González aprovechó de atacar duramente tanto a George W. Bush y su agresiva política imperialista, como a la falta de unidad entre los pueblos latinoamericanos y su servilismo a favor de los intereses estadounidenses:

El ejército de Estados Unidos dice que hay que ir a la guerra. Toda Latinoamérica le chupa el miembro y está dispuesta a avalar esta matanza, para que los mismos yanquis nos vendan el petróleo a precios de alza. George Bush dice que hay que ir a matar a los árabes, pues tienen las reservas de petróleo más grandes, y él necesita porque él precisamente es un texano millonario y dueño de una petrolera. Y Latinoamérica dice que sí. Vamos a la guerra, ¡que sí!, que invadan las fronteras , ¡que sí!  Que asesinen a niños y a mujeres, ¡que sí! El periódico está feliz, la tele está feliz, el noticiario está feliz, todos ellos están feliz [sic]. Van a tener las noticias de la masacre en directo. Van a vender diarios y noticias con los bombardeos, y se pondrán del lado del más fuerte una vez como lo hicieron en aquellos años de la dictadura. El periódico dice que es muy patriota, pero entrega todo a los gringos que nos ven las pelotas. Latinoamérica es un pueblo al sur de Estados Unidos. ¡Latinoamérica es un pueblo al sur de Estados Unidos! Yo quiero al hermano argentino, yo amo al boliviano, yo adoro al peruano y si alguien tiene un problema con eso, bien puede lamerme el ano (si es que lo dejo, por supuesto).

## Inspiración
Según Jorge González, en una entrevista publicada en 2001 en el sitio web oficial de la banda: 

«Para esa canción, yo pensaba en un grupo venezolano que se llamaba Las Cuatro Monedas. En un disco de la casa de mi abuelita estaba la canción La Buena Suerte, y con esa influencia, más la de UB 40, hice la canción.

La estaba escribiendo en la universidad, le mostré la letra a Fonseca, que era compañero mío no más y que ni pensaba en ser manager ni nada.

El otro que me inspiró mucho para la letra era Florcita Motuda, porque la canción, como las de él, era bien larga, tenía muchas palabras. Florcita es un compositor que siempre he admirado mucho, porque es experimental, y porque es un gran letrista.»

## Versiones
El grupo chileno Makiza grabó una versión de la canción que fue incluida en Tributo a Los Prisioneros (2000).

## Video
El vídeo de esta canción fue grabado en 1986 para un especial de un programa de televisión y es uno de los menos conocidos del grupo. Muestra a los integrantes tocando en una escenografía de una ciudad dibujada. Las imágenes son intercaladas con tomas en vivo de una presentación en el Estadio Chile de 1986.